# Ahornberg (Immenreuth)
Ahornberg ist ein Gemeindeteil der Gemeinde Immenreuth und eine Gemarkung im oberpfälzischen Landkreis Tirschenreuth.

## Geografie
Das Dorf Ahornberg liegt im Südwesten des Fichtelgebirges im Tal des Flötzbaches, fünf Kilometer nordwestlich vom Gemeindesitz in Immenreuth.
Die Gemarkung Ahornberg (094214) liegt vollständig auf dem Gebiet der Gemeinde Immenreuth und hat eine Fläche von 1407,91 Hektar.

## Geschichte
In der Oberpfälzer Hammereinigung von 1387 wird hier ein Eisenhammer genannt („Vlreich Hirssel mit dem hamer zu der Ödenmul (= Ödmühl) vnd mit dem hamer zu Hornungsperg (= Ahornberg)“).
Das Bayerische Urkataster zeigt Ahornberg in den 1810er Jahren als ein aus knapp zwei Dutzend Herdstellen bestehendes Dorf, das sich um einen etwa 15 Höhenmeter oberhalb des Flötzbaches gelegenen Sakralbau gruppiert. Seit dem Bayerischen Gemeindeedikt von 1818 wurde die Ruralgemeinde Ahornberg gebildet, die zum Zeitpunkt der Gemeindegründung neben dem Kirchdorf Ahornberg aus den Orten Forsthütte, Herzogshut, Hölzlmühle, Königskron und Poppenberg bestand. Nachdem die Gemeinde Ahornberg im Jahr 1946 um den Weiler Schadersberg aus der aufgelösten Gemeinde Punreuth erweitert worden war, wurde sie mit der Gebietsreform in Bayern ebenfalls aufgelöst und am 1. Januar 1978 vollständig in die Gemeinde Immenreuth eingegliedert. Bis zu ihrer Auflösung war Ahornberg die am nordwestlichsten gelegene Gemeinde der Oberpfalz.
Einwohnerentwicklung
| Jahr               | 001824 | 001871 | 001885 | 001900 | 001925 | 001950 | 001961 | 001970 | 001987 |
| Dorf Ahornberg     | 140    | 175    | 210    | 166    | 173    | 196    | 169    | 168    | 167    |
| Gemeinde Ahornberg |        | 278    | 303    | 266    | 255    | 303    | 252    | 241    |        |

## Baudenkmäler
In Ahornberg gibt es mit der zentral gelegenen Ortskapelle ein Baudenkmal. Dieses 1907 erneuerte Bauwerk wurde laut der an ihr angebrachten Bezeichnung „1837“ bereits in der ersten Hälfte des 19. Jahrhunderts errichtet. Die Kapelle hatte jedoch einen Vorgängerbau, denn bereits im Bayerischen Urkataster war ein am Ort der heutigen Kapelle stehender Sakralbau kartografisch erfasst worden.